# آندرتیکر
مارک ویلیام کالاوِی (به انگلیسی: Mark William Calaway، متولد ۲۴ مارس ۱۹۶۵ میلادی)، که بیش‌تر در رینگ با نام آندرتیکر به معنی مأمور کفن و دفن (به انگلیسی: The Undertaker) شناخته می‌شود، یک کشتی‌گیر حرفه‌ای بازنشسته آمریکایی است. او به عنوان یک از بزرگ‌ترین کشتی‌گیر های حرفه‌ای در تمام دوران شناخته می‌شود، از سال ۱۹۹۰ تا ۲۰۲۰ به مدت ۳۰ سال در کمپانی دبلیودبلیوئی فعالیت داشت و بیشتر به خاطر کاراکتر «دِدمن یا مرد مُرده» آندرتیکر که مورد تحسین منتقدان قرار گرفت، شناخته می‌شود. او در سال ۲۰۲۰ از دنیای کشتی حرفه ای خداحافظی کرد و در سال ۲۰۲۲ به تالار مشاهیر دبلیودبلیوئی پیوست و به واسطه قرارداد ۱۵ ساله ای که در سال ۲۰۱۹ با دبلیودبلیوئی امضا کرد، همچنان در این کمپانی به وظایفی غیر از کشتی گرفتن مشغول به کار است.
آندرتیکر کشتی حرفه‌ای را در سال ۱۹۸۴ از کمپانی WCCW آغاز نمود. سپس او در سال ۱۹۸۹ به WCW رفت. پس از حضور در مسابقات محلی و کمپانی‌های مختلف کشتی حرفه‌ای، در سال ۱۹۹۰ به WWE پیوست و تا امروز با این کمپانی همکاری کرده‌است. مسابقه‌هایی که آندرتیکر در آن‌ها تخصص دارد، مسابقه تابوت، زنده دفن کردن و جهنم درون یک قفس هستند. کین به عنوان برادر وی خوانده می‌شود و این دو یکی از بهترین تیم‌های تاریخ کشتی حرفه‌ای را با نام تیم برادران ویرانی تشکیل دادند. آندرتیکر با ۲۱ سال حضور و پیروزی متوالی در مسابقات رسلمانیا، توانست رکورد شکست ناپذیری ۲۱–۰ (۲۱ بازی، ۲۱ پیروزی و صفر شکست)   این سیر پیروزی‌های بدون شکست او، به عنوان «بزرگ‌ترین نوار پیروزی در ورزش کشتی حرفه‌ای» شناخته می‌شود و پس از آن در مسابقات سالیانه رسلمانیا چهار بار پیروز شد وضعیتش را به ۲۵–۰ (۲۵ پیروزی و ۰ شکست) رساند. آخرین مسابقه اش در رسلمنیا ۳۶ در برابر ای جی استایلز بود که توانست او را شکست دهد. به موجب این حضورِ بی‌وقفه و مقاومتی که در مسابقات از خودش حتی درپنجاه و پنج سالگی اش به بالا نشان داده‌است، او را به عنوان بزرگ‌ترین اسطوره تاریخ ورزش کشتی حرفه‌ای آمریکا می‌شناسند. آندرتیکر در ۱۸ فوریه ۲۰۲۲ به تالار شهرت دبلیو دبلیو ای راه یافت. و نام این کشتی گیر به سبب حضور درمراسم افتتاحیه بازی بین الهلال و النصر دوباره بر روی زبان ها افتاد. و در سال ۲۰۲۴ بین مسابقه کودی رودز و رومن رینز  به  رسلمنیا آمد وراک را زد که با کمک  او کودی رودز پیروز شد.او نیز به عنوان یکی از بهترین کشتی گیران تاریخ در سبک ترس کمپانی WWE شناخته می‌شود.

## دوران حرفه‌ای

### از سال ۱۹۹۰ تا سال ۱۹۹۴
آندرتیکر کار خود در WWE را در سوروایور سریس ۱۹۹۰ آغاز کرد و در آن عضو تیم تد دیبیاسی بود. پس از مدّتی، پول بیرر (Paul Bearer) را به عنوان مربّی همراه برگزید. پول بیرر، جامی فلزی را با خود به همراه داشت که با آن آندرتیکر را مسخ می‌نمود و به او قدرت می‌بخشید. آندرتیکر در رسلمنیا ۷، جیمی اسنوکا را شکست داد. پس از چند مسابقهٔ دیگر، در سوروایور سریس ۱۹۹۱ علیه هالک هوگان (Hulk Hogan) مبارزه کرد و نخستین عنوان قهرمانی کمربند WWE خود را به دست آورد. در آن زمان همه هالک هوگان را قهرمان می‌دانستند و فکر می‌کردند هیچ‌کس نمی‌تواند هالک هوگان را شکست دهد. اما آندرتیکر فقط در چند دقیقه او را شکست داد و تماشاگران را شگفت زده کرد. حتی هالک هوگان پس از شکست خوردن ۴ دقیقه بیهوش ماند. آندرتیکر در رسلمنیا۸، هم تیمی خود جیک رابرتز (Snakes Robert) را شکست داد (سال ۱۹۹۲ میلادی). او هم چنین علیه برزکر brezekker مبارزه کرد و پیروز گشت. در سوروایور سریز ۱۹۹۲ میلادی نخستین مسابقهٔ تابوت (Casket match) بین آندرتیکر و کامالا Kamala (مبارز فوق سنگین‌وزن سیاه‌پوست که خود را شبیه آدمخواران آفریقایی آرایش می‌کرد) انجام شد که در آن مسابقه، آندرتیکر پیروز شد. آندرتیکر در ۱۹۹۳ میلادی با جاینت گونزالز (بلند قامت‌ترین کشتی‌گیر تا به امروز) درگیر شد و جاینت توسط یک دستمال اندرتیکر رو بیهوش کرد و باعث شد زنگ مسابقه به سود اندرتیکر تمام بشود و در رسلمنیا ۹ او را شکست داد.
آندرتیکر، کسی است که در اولین شوی WWE RAW در سال ۱۹۹۳ میلادی مسابقه داد و پیروز شد.

### از سال ۱۹۹۴ تا سال ۱۹۹۷
آندرتیکر برای کسب عنوان قهرمانی WWE در رویال رامبل ۹۴، باید در برابر یوکوزونا قهرمان آن زمان کشتی می‌گرفت. این مسابقه به صورت تابوت برگزار شد که در آن، یوکوزونا با کمک چند کشتی دیگر وی را شکست داد. آندرتیکر که از ناحیهٔ پشت آسیب دیده بود، مجبور شد چند ماه به استراحت کند. پس از برگزاری مسابقات رسلمنیا ۱۰، تد دیبیاسی مرد یک میلیون دلاری آندرتیکر بدلی را به مردم معرّفی کرد. آندرتیکر واقعی پس از گذراندن دوران استراحت، به رینگ بازگشت و در سامراسلم ۱۹۹۴ میلادی، آندرتیکر بدلی را قهرمانانه شکست داد. ضمن آن که چند ماه بعد در سوروایور سریز همان سال و در یک مسابقهٔ تابوت دیگر موفّق شد تا از یوکوزونا انتقام بگیرد. در همین دوران بود که آندرتیکر با نور پردازی پیش رفته تر، گریم‌های ترسناک و صحبت کردن در غیبت، شخصیّت ماورایی و هولناک خود را ارتقاء داد.
رقابت بین آندرتیکر و اعضای گروه یک میلیون دلاری (شاگردان تد دیبیاسی) در این دوران بسیار پر طرفدار شده بود. آندرتیکر موفّق شد تا بم بم بیگلو و کینگ کونگ باندی را شکست دهد. در رسلمنیا ۱۱ هنگامی که علیه کینگ کونگ باندی مبارزه می‌کرد، کاما در مسابقه دخالت کرد و جام فلزی آندرتیکر را به زور از پول بیرر گرفت. اما در نهایت آندرتیکر کینگ کونگ باندی را شکست داد. مدّتی بعد کاما جام آندرتیکر را ذوب کرد و از فلزش گردنبند ساخت. دشمنی آندرتیکر و کاما به مبارزات بین آن دو در سامراسلم منتهی شد و با پیروزی آندرتیکر خاتمه یافت.
آندرتیکر در رسلمنیا ۱۲ رو در روی دیزل (کوین نش) قرار گرفت که با پیروز شدن در برابر این حریف قدرتمند، رکورد پیروزی‌هایش را در رسلمنیا به ۵ رسید.
رقیب سرسخت دیگر او میک فولی (با نام منکایند) بود که درگیری بین آن‌ها بسیار جدی شده بود. در سامراسلم ۱۹۹۶ میلادی مبارزه اتاق ذوب بین آن دو انجام گرفت. پول بیرر که تغییر موضع داده بود، با جام فلزی به آندرتیکر حمله کرد و این امر باعث شد منکایند بازی را ببرد. آندرتیکر برای انتقام، مبارزه‌ای را به نام زنده به گور ترتیب داد. در این مبارزه، برنده می‌بایست حریف را زنده دفن کند. آندرتیکر با وجود کسب پیروزی علیه منکایند، با دخالت چند مبارز مواجه شد. آن‌ها آندرتیکر را دفن کردند. در سوروایور سریس ۱۹۹۶ بین آندرتیکر و منکایند مبارزه‌ای دیگر برگزار شد. آندرتیکر در صورت پیروزی می‌توانست پول بیرر را که در قفسی محبوس و از سقف آویزان بود به چنگ آورد. با وجود کسب پیروزی، گروه جلاد (Executioner) وارد رینگ شد و کمک کرد تا پول بیرر فرار کند. آندرتیکر علیه گروه جلاد در پی پر ویو It's Time مبارزه کرد و آن‌ها در یک مسابقه Armageddon Rules شکست داد.

### از سال ۱۹۹۷ تا سال ۱۹۹۹
آندرتیکر در پی پر ویو Final Four در مسابقه ۴ نفره سر کمربند WWE شرکت کرد ولی موفق نشد پیروز شود و برت هارت صاحب کمربند ماند. مدتی بعد، هارت کمربند را به سایکو سید باخت و در رسلمنیا ۱۳ آندرتیکر حریف سایکو سید انتخاب شد و با شکست دادن سید برای دومین با قهرمان کمربند دابلیو دابلیو ای شد و رکورد بردهایش در رستلمنیا به ۶ رسید. آندرتیکر در پی پر ویو Revenge of the Taker از کمربند خود مقابل منکایند، در پی پر ویو روز سرد در جهنم (A COLD DAY IN HELL) مقابل استیو آستین، در پی پر ویو پادشاه رینگ (KING OF THE RING) مقابل Faarooq و در پی پر ویو Canadian Stampede مقابل ویدر دفاع کرد.
آندرتیکر در سامراسلم می‌باید از عنوان خویش مقابل برت هارت دفاع کند ولی در آن مسابقه به علت دخالت داور مخصوص آن یعنی شان مایکلز شکست خورد و برت هارت به عنوان قهرمان جدید معرفی شد. آندرتیکر در پی پر ویو Badd Blood مقابل مایکلز در اولین مسابقه جهنم درون قفس مبارزه کرد ولی در آن مسابقه به خاطر دخالت برادرش کین در آن مسابقه شکست خورد. پول بیرر در آن زمان مربی کین بود. آندرتیکر و کین در رسلمنیا ۱۴ مقابل هم قرار گرفتند و آندرتیکر پس از انجام سه بار حرکت تومبستون پایلدرایور توانست پیروز شود و تعداد بردهایش در رسلمنیا را به ۷ برساند. مدتی بعد، پول بیرر، آندرتیکر را به مبارزه با کین در یک مسابقه جهنم (INFERNO) (که در سال ۲۰۱۳ نامش به رینگ آتش یا همان RING OF FIRE تغییر کرد) طلبید و این مسابقه با پیروزی آندرتیکر به اتمام رسید.
آندرتیکر در پی پر ویو پادشاه رینگ سال ۱۹۹۸، یک بار دیگر با منکایند، این بار در یک مسابقه جهنم درون قفس مبارزه کرد و پیروز شد. این مسابقه بهترین مسابقه سال ۱۹۹۸ نام گرفت. مدتی بعد آندرتیکر با برادرش کین هم تیمی شد و این دو گروه برادران ویرانی را تشکیل می‌دادند. در سامراسلم آندرتیکر مقابل استیو آستین (صاحب کمربند WWE) مبارزه کرد ولی نتوانست صاحب کمربند WWE شود. مدتی بعد آندرتیکر و کین دوباره درگیر شدند و این دشمنی در پی پر ویو Rock Bottom تمام شد، جایی که آندرتیکر یک مسابقه زنده به گور مقابل استیو آستین داشت و کین در آن دخالت کرد و یک تومبستون روی آندرتیکر انجام داد و آستین با دفن کردن آندرتیکر برنده شد. در این زمان پول بیرر بعد از چند سال برگشت و دوباره از آندرتیکر حمایت کرد.
آندرتیکر و پول بیرر در سال ۱۹۹۹ گروه وزارت خانهٔ تاریکی را تأسیس کرد و چند نفر عضو آن بودند. این گروه در موارد زیادی از آندرتیکر حمایت می‌کردند و به کمک او می‌آمدند. او در رسلمنیا ۱۵، توانست بیگ باس من را در یک مسابقه جهنم در قفس شکست دهد و رکورد بردهایش را به ۸ ارتقاء داد. آندرتیکر با شکست دادن استیو آستین در Over The Edge توانست برای بار سوم قهرمان کمربند WWE بشود و در پی پر ویو پادشاه رینگ از عنوانش مقابل راک دفاع کرد ولی در شب بعد در WWE RAW کمربند را به استیو آستین باخت. آندرتیکر در پی پر ویو Fully Loaded مقابل آستین در یک مسابقه اولین خون (First Blood) سر کمربند مبارزه کرد ولی پیروز نشد.
در سامراسلم سال ۱۹۹۹ آندرتیکر و بیگ شو (گروه The UnHoly Alliance) با شکست دادن کین و ایکس پک قهرمانان تگ تیم جهان شدند و تا مدتی صاحب کمربندهای تگ تیم بودند تا این که کمربندها را به گروه راک ان ساک کانِکشن (راک و منکایند) باختند. آندرتیکر و بیگ شو در یکی از شوهای WWE SMACKDOWN مقابل راک و منکایند یک مبارزه زنده به گور تگ تیم برگزار کردند و با پیروزی در آن برای بار سوم قهرمان تگ تیم شدند. در این زمان آندرتیکر به خاطر مصدومیت مجبور شد چند ماهی از مسابقات دور باشد و در رسلمنیا ۱۶ (که به رسلمنیا ۲۰۰۰ معروف بود) حضور پیدا نکرد.

### از سال ۲۰۰۰ تا سال ۲۰۰۳

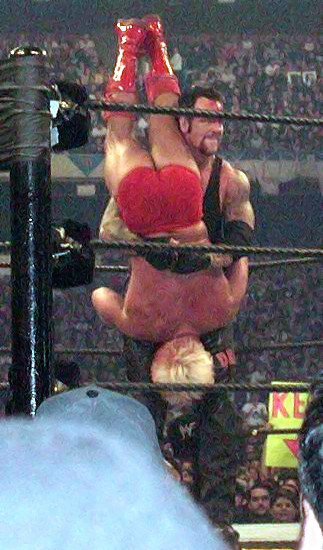
آندرتیکر در حال انجام حرکت تمبستون روی ریک فلیر در رستلمنیا ۱۸

آندرتیکر در سال ۲۰۰۰ با چهرهٔ جدید یک موتور سوار وارد رینگ می‌شد. او به دلیل مصدومیت نتوانست در رسلمنیا ۱۶ (رسلمنیا ۲۰۰۰) شرکت کند. او در رستلمینیا ۱۷ در سال ۲۰۰۱ با تریپل اچ مسابقه داد که موفق به شکست او شد. مدتی بعد او و کین تیم برادران نابودگر را دوباره تشکیل دادند و دو بار قهرمانان تگ تیم دبلیو دبلیو ای و یک بار قهرمانان تگ تیم دبلیو سی دبلیو شدند و بهترین تیم سال ۲۰۰۱ نامیده شدند. این دو در پایان سال ۲۰۰۱ به همکاری خود پایان دادند. آندرتیکر در رسلمنیا ۱۸ در سال ۲۰۰۲ ریک فلیر را در یک مسابقه بدون رد صلاحیت(no Disqualification) شکست داد.
در سال ۲۰۰۲ او با کمک وینس مکمن توانست هالک هوگان را شکست دهد و برنده کمربند قهرمانی WWE شد اما مدتی بعد در یک مسابقه ۳ نفره مقابل راک و کرت انگل در رویداد ونجنس قرار گرفت که در آن مسابقه راک پیروز شد و قهرمان جدید نام گرفت. آندرتیکر که مدتی بود به اسمکدان آمده بود در پی‌پرویو نومرسی سال ۲۰۰۲ در یک مسابقه جهنم درون یک قفس به براک لزنر که کمربند قهرمانی WWE را به دست آورده بود، شکست خورد و نتوانست دوباره قهرمان نامیده شود.
در رسلمنیا ۱۹ سال ۲۰۰۳ در یک مسابقه نابرابر، آندرتیکر در برابر گروه‌ای-ترین شو (ای-ترین و بیگ شو) قرار گرفت و آنان را شکست داد. در پی‌پرویو ونجنس همان سال آندرتیکر در یک مسابقه جان سینا را شکست داد. در پی‌پرویو سوروایور سریز٫ او در یک مسابقه زنده به گور با دخالت کین به نقع وینس مکمن٫ توسط وینس مکمن زنده به گور شد و شکست خورد و تا چند ماه در مسابقات شرکت نداشت.

### از سال ۲۰۰۴ تا سال ۲۰۰۵
آندرتیکر پس از بازگشتش٫ دوباره با شکل قدیمی خود یعنی مرد مرده بازگشت. او در رسلمنیا ۲۰ سال ۲۰۰۴ برای بار دوم در پی‌پرویو رسلمنیا در برابر کین قرار گرفت و باز هم او را شکست داد.
در اواخر سال ۲۰۰۴ عامل شکست‌های آندرتیکر در مسابقاتش دخالت‌های Heidenreich بود که این امر به یک درگیری بین این دو انجام شد و آندرتیکر در رویال رامبل سال ۲۰۰۵، Heidenreich را در یک مسابقه تابوت شکست داد.
او در سال ۲۰۰۵ با رندی اورتون درگیری پیدا کرد و در رسلمنیا ۲۱ حتی با وجود دخالت‌های پدر رندی اورتون (باب اورتون) به نفع پسرش او را شکست داد اما بعد در پی‌پرویو سامراسلم رندی اورتون با دخالت پدرش توانست آندرتیکر را شکست دهد. در پی‌پرویو نومرسی رندی به همراه پدرش در یک مسابقه آندرتیکر رو درون تابوت انداختند و آن را آتش زدند. بعد از این ماجرا آندرتیکر تا مدتی از مسابقات دور بود تا این که بازگشت و رندی اورتون را در آرماگدون در یک مسابقه جهنم درون یک قفس شکست داد.

### از سال ۲۰۰۶ تا سال ۲۰۰۸
آندرتیکر در رویال رامبل بعد از مسابقه کرت انگل و مارک هنری بازگشت و با خراب کردن رینگ به وسیلهٔ رعد و برق، کرت انگل را به مبارزه سر کمربند قهرمانی سنگین‌وزن (که در دست کرت انگل بود) دعوت کرد. آن‌ها در پی پر ویو بدون راه خروج (No Way Out) رو در روی هم مبارزه کردند ولی در نهایت انگل پیروز شد. مدتی بعد آندرتیکر در شوی WWE SMACKDOWN دوباره مقابل انگل قرار گرفت ولی مارک هنری دخالت کرد و به آندرتیکر حمله کرد. آندرتیکر هنری را در رسلمنیا ۲۲ در یک مسابقه تابوت شکست داد و رکورد بردهایش را به ۱۴ ارتقاء داد.
آندرتیکر و مارک هنری در یکی از شوهای WWE SMACKDOWN دوباره مقابل هم قرار گرفتند اما گریت کالی برای اولین با در WWE حضور پیدا کرد و با حمله به آندرتیکر یک درگیری جدید ایجاد کرد. آن‌ها در پی پر ویو روز قضاوت (Judgment Day) مقابل هم قرار گرفتند اما کالی پیروز شد و آندرتیکر تا مدت زمانی حضور پیدا نکرد تا این که به مسابقات بازگشت و کالی را در یک مسابقه Last Man Standing در یکی از شوهای WWE SMACKDOWN شکست داد.

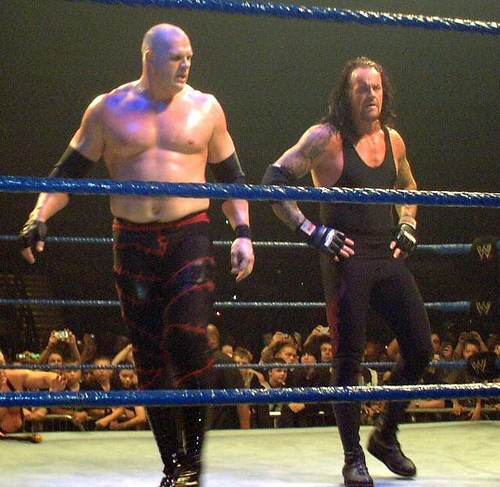
تیم برادران ویرانی

آندرتیکر در پی پر ویو No Mercy مقابل قهرمان کمربند US، کن کندی قرار گرفت اما با قانون رد صلاحیت شکست خورد زیرا با کمربند ضربه‌ای به کندی وارد کرده بود. مدتی بعد در شوی WWE SMACKDOWN آندرتیکر و کین بعد از ۵ سال یک بار دیگر تیم برادران ویرانی را تشکیل دادند و مقابل کن کندی و ام وی پی قرار گرفتند و پیروز شدند. آندرتیکر و کن کندی در سوروایور سریس در یک مسابقه اولین خون مقابل هم قرار گرفتند ولی کن کندی به خاطر ضربهٔ ام وی پی با صندلی به آندرتیکر برنده شد اما آندرتیکر بعد از مسابقه حرکت پایانی خود یعنی حرکت Tombstone piledriver را روی کندی انجام داد. این دو در پی پر ویو Armageddon در یک مسابقهٔ آخرین سواری مقابل هم قرار گرفتند که با پیروزی آندرتیکر به اتمام رسید. مدتی بعد در اواخر سال ۲۰۰۶ در یکی از شوهای آندرتیکر و کین یک بار دیگر یک مسابقه تگ تیم، این بار مقابل بوکر تی و فینلی دادند و پیروز شدند.
آندرتیکر در مسابقه ۳۰ نفره رویال رامبل سال ۲۰۰۷ شرکت کرد و پیروز شد و باتیستا که صاحب کمربند قهرمانی سنگین‌وزن بود را به عنوان حریفش انتخاب کرد و در رسلمنیا او را شکست داد و پنجمین قهرمانی جهانی اش را به دست آورد و رکورد رسلمنیا خود را به ۱۵ برد ارتقاء داد. مدتی بعد مارک هنری به آندرتیکر حمله کرد و این امر موجب صدمه دیدن او برای مدتی شد سپس ادج چمدان مانی این د بنک خود را بر روی آندرتیکر نقد کرد و به عنوان سنگین‌وزن جهان دست پیدا کرد. مدت زمانی بعد آندرتیکر برگشت و در پی پر ویو Unforgiven مارک هنری را شکست داد. در سوروایور سریز آندرتیکر در یک مسابقه جهنم درون یک قفس سر کمربند مقابل باتیستا قرار گرفت که آن مسابقه به خاطر دخالت ادج با پیروزی باتیستا به اتمام رسید.
آندرتیکر در مسابقه ۳۰ نفره رویال رامبل ۲۰۰۸ شرکت کرد ولی نتوانست پیروز شود اما در پی پر ویو بدون راه خروج (No Way Out) در یک مسابقه ۶ نفره اتاق حذف که برنده می‌توانست قهرمان کمربند سنگین‌وزن را در رستلمنیا ۲۴ به مبارزه بطلبد، پیروز شد و در رسلمنیا ادج (که در آن زمان قهرمان بود) را شکست دهد و ششمین عنوان قهرمانی جهانی اش را به دست آورد و البته رکورد رسلمنیا خود را به ۱۶ برد ارتقاء دهد. آندرتیکر در پی پر ویو واکنش شدید (Backlash) از عنوانش در مقابل ادج دفاع کرد اما در پی پر ویو روز قضاوت (Judgment Day) مدیر برنامه‌ریزی اسمکدان یعنی ویکی گررو به خاطر این که آندرتیکر در آن شب با Countout مقابل ادج پیروز شده بود، اعلام کرد که کمربند بدون قهرمان است. در پی پر ویو یک شب ایستادن (One Night Stand) در یک مسابقه میزها، نردبان‌ها و صندلی‌ها (T-L-C) به ادج شکست خورد. آندرتیکر در سامراسلم ادج را در یک مسابقه جهنم درون یک قفس شکست داد.

### از سال ۲۰۰۸ تا سال ۲۰۱۰
در اواخر سال ۲۰۰۸، آندرتیکر با بیگ شو درگیر شد و توانست بیگ شو را در یک مسابقه تابوت شکست دهد.
در سال ۲۰۰۹ در رسلمنیا ۲۵ شان مایکلز را شکست داد. این مسابقه توسط کمپانی دبلیو دبلیو ای زیباترین مسابقه تاریخ کشتی حرفه‌ای نام‌گذاری شد. آندرتیکر بعد از آن مسابقه چند ماه از مسابقات دور بود. بعد از بازگشتش در هل‌این‌اسل با شکست سی ام پانک دوباره قهرمان سنگین‌وزن جهان شد. اما کمربند خود را در پی‌پرویو المنیشن چمبر با دخالت شان مایکلز به کریس جریکو واگذار کرد.
او در رسلمنیا ۲۶ سال ۲۰۱۰ دوباره با شان مایکلز مسابقه داد. شرط این مسابقه این بود که در صورت باخت آندرتیکر رکورد وی (نباختن هیچ بازی در رستلمنیا) می‌شکند و اگر شان مایکلز ببازد باید از کشتی حرفه‌ای خداحافظی کند. آندرتیکر این بار هم در مسابقه پیروز شد و باعث خداحافظی شان مایکلز از دبلیو دبلیو ای شد. او مدتی بعد با کین درگیری پیدا کرد و چند بار با هم مسابقه دادند که در آخرین آن‌ها که یک مسابقه زنده به گور بود به علت دخالت گروه نکسز شکست خورد و مدتی در مسابقات غایب بود.

### از سال ۲۰۱۱ تا سال ۲۰۱۲

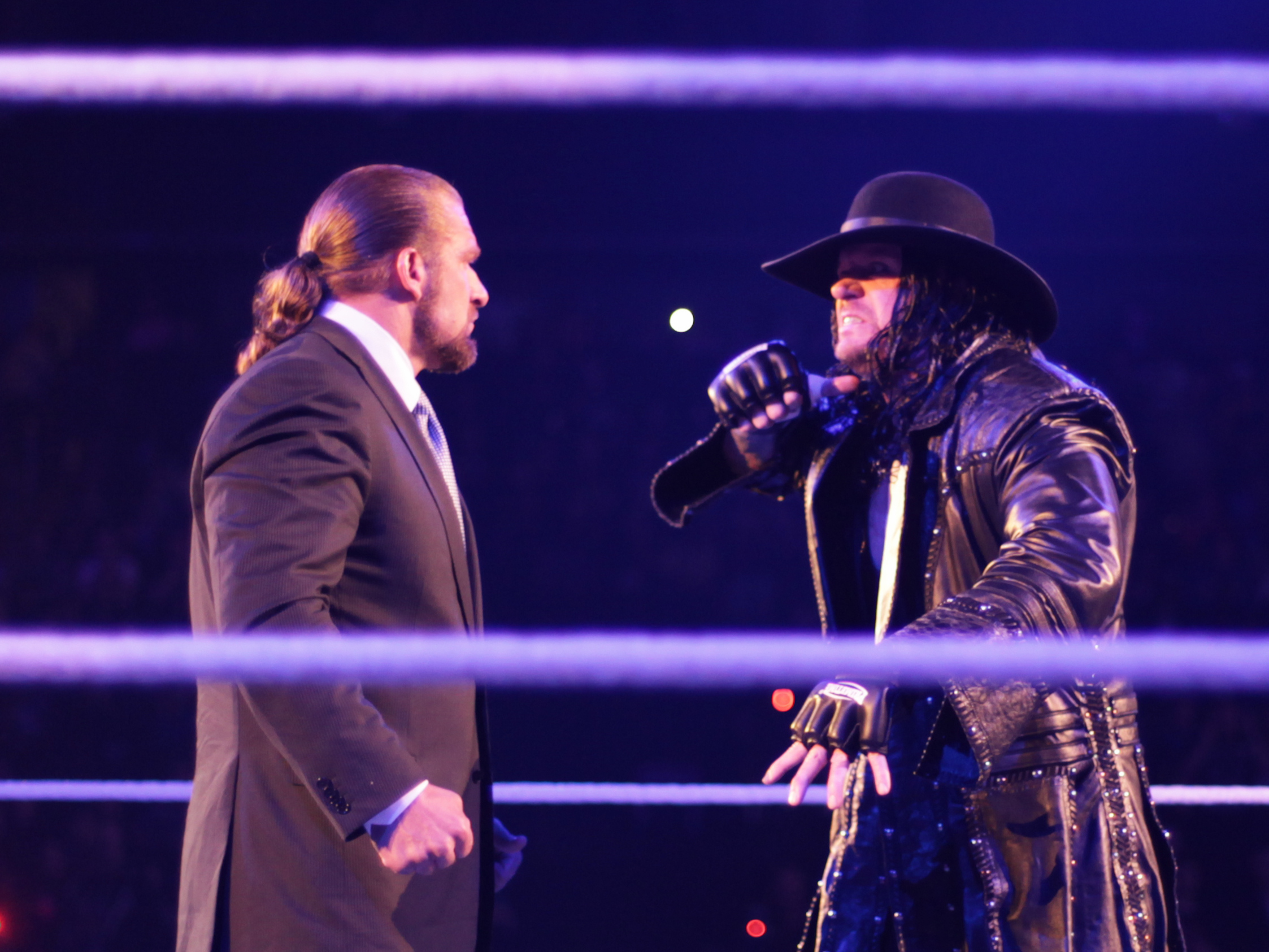
بازگشت آندرتیکر و درخواست مبارزه مجدد با تریپل اچ در سال ۲۰۱۲

آندرتیکر در یکی از شوهای WWE RAW برگشت ولی در حین صحبت‌های او تریپل اچ آمد و
آندرتیکر را به مبارزه در رسلمنیا ۲۷ طلبید. بین این دو یک مسابقه بدون رد صلاحیت (DQ) و
countout انجام شد و در آن مسابقه تریپل اچ از از آندرتیکر حرکات Chokeslam و
The Last ride و حرکت اصلی آندرتیکر یعنی Tombstone
piledriver را دریافت کرد ولی تسلیم نشد و ۳ بار حرکت پایانی خود یعنی پدیگری و یک با هم
حرکت پایانی خود آندرتیکر یعنی تمبستون (Tombstone piledriver) را انجام داد
ولی آندرتیکر هم تسلیم نشد و توانست با حرکت دروازه جهنم (Hell's Gate) تریپل اچ را
تسلیم کند. پس از مسابقه آندرتیکر به علت آسیب شدیدی که دیده بود نتوانست با پای خودش رینگ را ترک کند و به
علت مصدومیت شدید، دیگر حضور نیافت. این مسابقه تنهاترین مسابقه آندرتیکر در سال ۲۰۱۱ بود.
تریپل اچ به خاطر انجام دادن حرکت Tombstone piledriver روی آندرتیکر،
یک جایزه Slammy Award را برد.
آندرتیکر در تاریخ ۲۰ ژانویه ۲۰۱۲ یک شب پس از رویال رامبل ۲۰۱۲ بعد از گذشت ۱۰ ماه دوری از مسابقات در شوی WWE RAW
بازگشت و بار دیگر رو در روی تریپل اچ قرار گرفت و به او فهماند که می‌خواهد بار دیگر، این
بار در رسلمنیا ۲۸ با او مبارزه کند ولی تریپل اچ بدون این که حرفی بزند رینگ را ترک کرد و آندرتیکر چندبار
دیگر به او پیش نهاد داد. در نهایت با مطرح کردن شکست خوردن شان مایکلز از آندرتیکر و این که تریپل اچ
از شان مایکلز ضعیف تر است، تریپل اچ تقاضای مسابقه آندرتیکر را پذیرفت ولی شرط گذاشت که نوع مسابقه باید
جهنم درون یک قفس باشد و آندرتیکر قبول کرد. آندرتیکر توانست برای بار سوم تریپل اچ را در رسلمنیا شکست
دهد و به رکورد ۲۰ برد و صفر باخت برسد. در پایان مسابقه‌شان مایکلز که داور ویژه مسابقه بود به همراه
آندرتیکر از تریپل اچ تقدیر کردند.

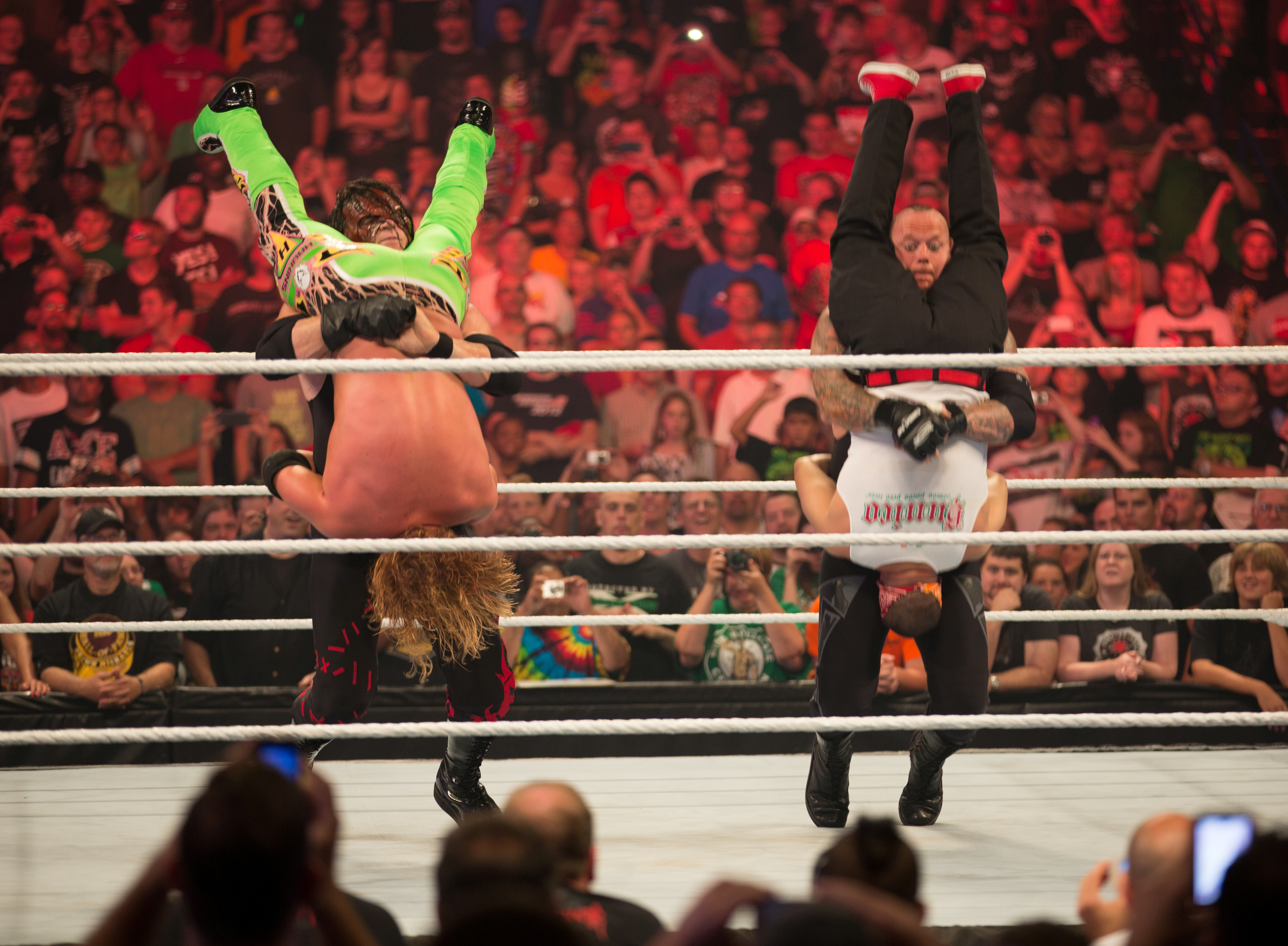
آندرتیکر و کین در حال انجام حرکت Tombstone piledriver در قسمت ۱۰۰۰ از شوی WWE RAW

آندرتیکر پس از این مبارزه دیگر حضور نیافت (فقط یک بار در قسمت هزارم WWE RAW پیدا کرد و برادرش کین را از حمله ۶ نفر نجات داد و آن‌ها دو نفری حریف آن ۶ نفر شدند) تا تریپل اچ زمانی که جایزه بهترین مسابقه سال (مبارزه جهنم در قفس با آندرتیکر) را دریافت می‌کرد، اعلام کرد که هنوز کسی آخرین مبارزه آندرتیکر را
ندیده و او بازنشسته نخواهد شد و به WWE باز خواهد گشت.

### از سال ۲۰۱۳ تا ۲۰۱۹
آندرتیکر مدتی قبل از رسلمنیا ۲۹ در شوی راو (WWE RAW) به سبک قدیمی به رینگ آمد و تقاضا حریف کرد که در این
لحظه رندی اورتون، سی ام پانک، بیگ شو و شیمس وارد رینگ شدند و هر چهار نفر
طالب مسابقه با آندرتیکر بودند که در نهایت ویکی گررو مسابقه چهار نفره
تشکیل داد که سی ام پانک پیروز مسابقه شد و به
مساف آندرتیکر در رسلمنیا ۲۹ رفت. مدتی بعد دوست قدیمی آندرتیکر و کین یعنی پول بیرر فوت کرد.
زمانی که آندرتیکر و کین در حال اجرای مراسم یاد بود پول بیرر بودند سی ام
پانک دخالت کرد و جام قدیمی پول بیرر را دزدید و بارها به خاطره او بی‌احترامی‌کرد و آندرتیکر و کین را به تمسخر گرفت. این دو در نهایت در رسلمنیا ۲۹ باهم مسابقه دادند که
آندرتیکر
با وجود دخالت‌های بسیار پول هیمن که مربی هراه سی ام پانک بود، موفق شد سی ام پانک را شکست داده و
رکورد پیروزی‌های خود در رستلمنیا
را به ۲۱–۰ ارتقاء دهد. پس از آن مسابقه، در WWE RAW، گروه دشیلد (گروهِ حفاظ) به آندرتیکر حمله‌ور شدند اما کین و دنیل برایان (تیم هل نو) به کمک
آندرتیکر آمدند و گروه حفاظ را فراری دادند. در یکی از شوهای WWE RAW دو گروه برادران
ویرانی (آندرتیکر و کین) و تیم هل نو (کین و دنیل برایان) با هم ترکیب شدند و در مقابل گروه حفاظ
(سِث رالینز و دین امبروز و رومن رینز) مسابقه تگ تیم سه به سه دادند و حفاظ برنده شد. در شو
WWE SMACKDOWN آن هفته آندرتیکر مقابل دین امبروز قرار گرفت و با انجام حرکت دروازه
جهنم (Hell's Gate)، دین امبروز را تسلیم کرد ولی پس از مسابقه گروه حفاظ حرکت بمب
قدرت سه‌گانه را روی آندرتیکر انجام دادند و با این کار آندرتیکر را روی میز گزارش گران کوبیدند و میز
شکست. بعد از آن آندرتیکر تا پایان سال ۲۰۱۳ حضور دیگری نیافت اما کین این درگیری را ادامه داد ولی موفق نشد و البته در
پی پر ویو قوانین بی‌شمار، کین و دنیل برایان کمربندهای تگ تیم را به سث رالینز و رومن رینز (۲ عضو
گروه حفاظ) باختند و همکاری تیمی آن‌ها پایان یافت.

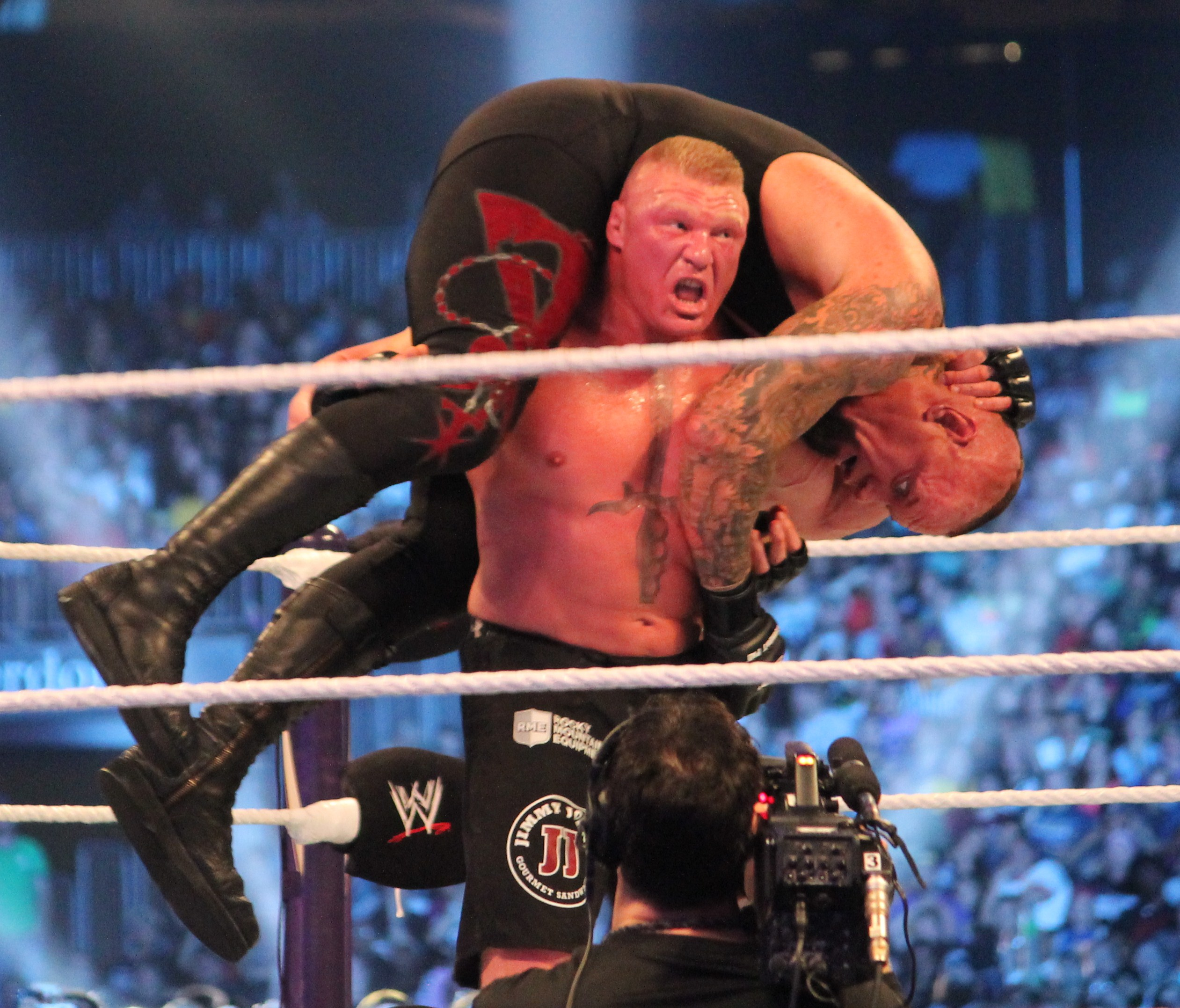
براک لزنر به رکورد شکست ناپذیری آندرتیکر در رستلمنیا پایان داد

در تاریخ ۲۴ فوریه سال ۲۰۱۴، براک لزنر که بازگشته بود به همراه پول هیمن در WWE RAW حضور یافت تا اعتراض خود را به خاطر نداشتن مسابقه قهرمانی در رسلمنیا ۳۰ اعلام کند. تریپل اچ به خاطر راضی کردن او یک قرارداد آزاد به او داد تا برای خودش یک رقیب غیر از قهرمان برای رستلمنیا ۳۰ انتخاب کند؛ ولی لزنر و هیمن این را نمی‌خواستند چون کسی جز قهرمان را لایق مبارزه با لزنر نمی‌دیدند و تصمیم گرفتند رینگ را ترک کنند که ناگهان آندرتیکر پس از چندین ماه دوری از مسابقات بار دیگر برگشت و به نشانه پاسخ به او وارد میدان شد، سپس به درون رینگ آمد و لزنر را که به او اصرار می‌کرد که قرارداد را امضاء کند با حرکت Chokeslam به میز کوبید. در آن مسابقه سرانجام آندرتیکر در حالی که تصمیم به انجام مجدد حرکت سنگ قبر کوب داشت، از لزنر چند F-5 دریافت کرد و شکست خورد. وی پس از خروج از سالن ورزشی در بیمارستان بستری شد. پس از این موضوع بود که رکورد شکست‌ناپذیری او در رسلمنیا به پایان رسید اگرچه وی همچنان رکورد بیش‌ترین پیروزی در رسلمنیا را داشت.
در اوایل سال ۲۰۱۵، بری وایت که از چند هفته قبل‌تر، حرف‌هایی رمزآلود می‌زد و به‌طور تلویحی آندرتیکر را خطاب قرار می‌داد، در فست لین به‌طور رسمی آندرتیکر را به مبارزه طلبید. در شوی WWE RAW به تاریخ ۹ مارس، وایت با در دست گرفتن کوزه خاکستر که نماد آندرتیکر بود او را تحریک به پاسخ کرد و این‌جا بود که ناگهان صدای آندرتیکر پخش شد که گفت: «تو در آرامش ابدی قرار خواهی گرفت» و بدین ترتیب مسابقه وایت و آندرتیکر برای رسلمنیا ۳۱ رسمی شد. آندرتیکر با پیروزی در آن مسابقه رکورد خود را به ۲۲برد و یک باخت ارتقاء داد.
آندرتیکر بعد از شکست دادن بری وایت دیگر حضوری نیافت تا این که در رزمگاه (۲۰۱۵) به صورت ناگهانی حاضر شد. در واقع در مسابقه‌ای که سر دو کمربندِ قهرمانی جهانی و سنگین‌وزن جهانی بین رالینز و براک لزنر در جریان بود، ناگهان آندرتیکر ظاهر شد و بلافاصله پس از ورودش یک chokeslam را به لزنر وارد کرد و در ادامه کار را با فن خاص خود، حرکت سنگ قبر، باعثِ به هم خوردن مسابقه شد. آندرتیکر و براک لزنر در سامر اسلم (۲۰۱۵) به مصاف هم رفتند که اندرتیکر توانست براک لزنر را با حرکت سابمیشن Hell's Gate تسلیم کند و شکست دهد. پس از این جریان براک لزنر در WWE RAW حاضر شد و خواستار یک مسابقه مجدد با آندرتیکر شد. این درگیری با شکست آندرتیکر در یک مسابقهٔ جهنم درون یک قفس در هل این ا سل (۲۰۱۵) به لزنر، به نفعِ لزنر پایان یافت. مسابقهٔ جهنم درونِ یک قفسِ آندرتیکر و لزنر به عنوانِ بهترین مسابقهٔ کشتیِ حرفه‌ای در سال ۲۰۱۵ برگزیده شد.
کمی پس از پایان مسابقه جهنم درون یک قفس، تیم خانواده وایت به آندرتیکر حمله بردند و فردای آن روز هم همین کار را با کین کردند. این باعث تشکیل مجدد تیم برادران ویرانی (آندرتیکر و کین) شد. در بیست و پنجمین سالروز حضورِ آندرتیکر در WWE، او به همراه کین در سروایور سریز (۲۰۱۵) در مسابقه تیمی در مقابل خانواده وایت حضور یافت. این مسابقه با پیروزی آندرتیکر و کین به پایان رسید و آندرتیکر دیگر حضور نیافت تا این که در رسلمنیا ۳۲ توانست شین مکمن را شکست بدهد و وضعیت رسلمنیای خود را به ۲۳ پیروزی برساند.
او در ۹ ژانویه ۲۰۱۷ در راو (WWE RAW) حضور یافت و حضورش را در مسابقه سی نفره رویال رامبل ۲۰۱۷ اعلام کرد. در آن مسابقه او توانست بیل گلدبرگ را حذف کند ولی خودش توسط رومن رینز حذف شد. همین ماجرا باعث شروع درگیری آندرتیکر و رومن رینز شد که طی این درگیری، مسابقه‌ای تک به تک بین آن دو در رسلمانیا ۳۳ به ثبت رسید. در رسلمنیا ۳۳ آندرتیکر از رومن رینز شکست خورد و در همان شب به صورت نمادین، اعلام بازنشستگی کرد. وضعیتِ رستلمنیای او به ۲۳ پیروزی و ۲ باخت رسید.
علی‌رغم اعلامِ بازنشستگیِ نمادین اما همچنان فشارِ هواداران به WWE برای بازگرداندنِ آندرتیکر ادامه یافت. در آستانه رویداد رسلمانیا ۳۴ جان سینا او را به مبارزه طلبید. جان سینا هر هفته در WWE RAW حاضر می‌شد و از راه‌های مختلف سعی می‌کرد آندرتیکر را تحریک به پاسخ به مبارزه‌طلبی‌اش کند. اما تا روز برگزاری رویداد، جوابی از طرف او به جان سینا داده نشد. در رسلمنیا ۳۴ جان سینا که به صورت یک طرف‌دار و بیننده حاضر بود ناگهان توسط یک داور آگاه شد که آندرتیکر در آن‌جا حضور دارد. جان سینا به سرعت به بک‌استیج رفت و بعد از چند دقیقه وارد شد و منتظر آندرتیکر بود که ناگهان چراغ‌ها خاموش شد ولی به جای آندرتیکر، اِلایِس وارد شد و شروع به خواندن و گیتار زدن کرد. جان‌سینا که بسیار از این اتفاق ناراحت بود الایس را مورد ضرب و شتم قرار داد و در آخر حرکت فینیشر خود (Attitude Adjustment) را روی او اجرا کرد. زمانی که جان سینا با ناامیدی در حال خروج از سالن بود ناگهان دوباره چراغ‌ها خاموش شد و آندرتیکر بعد از یک‌سال دوری از رینگ، به میدان‌ها بازگشت و مسابقه‌اش با جان‌سینا شروع شد. اما در آغاز مسابقه جان سینا که کاملاً از حضور اندرتیکر شوکه شده بود در مقابل ضربات آندرتیکر نتوانست مقاومت کند و در نهایت آندرتیکر با اقتدار جان سینا را شکست داد و پس از دومین باختش در رستلمنیای سالِ قبل، ۲۴مین بُرد خود را در رسلمنیا تجربه کرد.
کمی بعد از رسلمنیا ۳۴، مسابقه‌ای از نوع تابوت برای آندرتیکر در رویداد بزرگ‌ترین رویال رامبل در کشور سعودی به ثبت رسید. در ابتدا قرار بر این بود که روسِف حریف آندرتیکر باشد اما بنا به دلایلی کریس جریکو به جای روسِف انتخاب شد. اما به دلیل اعتراض لانا (همسر روسِف) مجدداً روسِف به عنوان حریف اندرتیکر انتخاب شد و در رویدادِ بزرگ‌ترین رویال رامبل، مسابقه بین آن‌ها برگزار شد و آندرتیکر توانست به راحتی روسف شکست دهد.
پس از مدتی چندماهه باری دیگر آندرتیکر در سال ۲۰۱۸ نمایان شد و در سلسله‌مسابقاتِ سوپر شو-داون ۲۰۱۸ با تریپل اج مسابقه داد. در آن مسابقه، شان مایکلز به عنوان کشتی‌گیر همراه تریپل اچ، و کین به عنوان کشتی‌گیر همراه آندرتیکر، حضور داشتند، و مسابقه از نوع «بی‌قانون» بود. این مسابقه با پیروزی تریپل اچ به پایان رسید. به دنبال آن قرار شد که‌شان مایکلز پس از ۸ سال بازنشستگی، یک بار دیگر به مسابقات برگردد تا برای اولین و آخرین بار در تاریخ کشتی حرفه‌ایِ آمریکایی، بین دو تیم بسیار محبوب برادران ویرانی (آندرتیکر و کین) و دی جنریشن اکس (تریپل اچ و شان مایکلز) در سلسله‌مسابقات کرون جول (دومین رویداد ورزشی WWE در کشور سعودی) مسابقه‌ای در بگیرد. تا پیش از این تاریخ، این دو تیم محبوب تاریخِ این ورزش در آمریکا، هرگز با یک‌دیگر مسابقه نداده بودند. سرانجام در آن مسابقه، تریپل اچ و شان مایکلز پیروز شدند.
آندرتیکر رسلمنیا ۳۵ را از دست داد. این سومین باریست در طول دوران حرفه ایش که در رسلمنیا حضور نیافت؛ ولی شب بعد در راو به‌طور ناگهانی به الایس حمله کرد. در سلسله مسابقاتِ سوپر شو داون ۲۰۱۹ که در عربستان برگزار شد آندرتیکر توانست بیل گلدبرگ را شکست دهد. این اولین مسابقه تک به تک میان این دو نفر بود.
دوهفته بعد حین مسابقه نابرابر میان شین مکمن و درو مکینتایر در برابر رومن رینز وی به‌طور ناگهانی وارد شد و از رینز دفاع کرد. سرانجام در رویداد اکستریم رولز به کمک رومن رینز بر شین و مکینتایر چیره شدند.
او در بیستمین سالگرد شو اسمکدان که اولین شو این برند در شبکه فاکس هست حضور داشت.

### سال ۲۰۲۰ تا به امروز
در سوپرشوداون ۲۰۲۰ در مسابقه گانتلنت ۶ نفره برای به‌دست آوردن جام قهرمانی، وقتی ای جی استایلز توانست آرتروث را شکست دهد، نوبت ری میستریو بود که وارد شود. اما ناگهان فیلمی پخش شد که در آن تیم او سی (نوچه‌های ای جی استایلز) داشتند ری میستریو را کتک می‌زدند و فیلم قطع شد و ای جی خندید. داور مسابقه گفت که اگر میستریو تا ۱۰ ثانیه دیگر داخل رینگ نباشد ای جی برنده است. داور شمارش را شروع کرد اما در ثانیه ۹، فیلمی پخش شد که در آن، نوچه‌های استایلز بر روی زمین افتاده بودند و ناگهان مردی با کت و شلوار که قیافه اش معلوم نبود از جلوی دوربین رد شد. همان لحظه تم آندرتیکر پخش شد و چراغ‌ها خاموش شد. همه تماشاگران شگفت زده شده بودند. آندرتیکر بعد از ۱۰ ماه به wwe بازگشته بود. ای جی ترسیده بود. هنگامی که تیکر وارد رینگ شد، ای جی عصبانی شد و به او گفت که تو نمی‌تونی تو این مسابقه شرکت کنی. اما داور گفت که می‌تواند چون مسابقه تمام نشده بود. همان لحظه ای جی خواست به صورت تیکر مشت بزند اما تیکر گردن او را گرفت و به او چکسلم زد و او را کاور کرد و برنده جام شد. در راو هفته بعد ای جی و تیمش قبل از مسابقه‌شان با آلیستربلک به روی صحنه آمدند و ای جی در سخنرانی اش گفت:آندرتیکر سعی می‌کند درخششی را نشان دهد که دیگر مال او نیست. مال من است.
هفته بعد در پی پر ویو الیمینیشن چمبر ۲۰۲۰ حین مسابقه ای جی استایلز و آلیستر بلک، ای جی و تیمش به آلیستر بلک حمله کردند که ناگهان آندرتیکر وارد شد و به ای جی استایلز و تیمش چکسلم زد که باعث پیروزی آلیستر بلک شد. شب بعد در راو، ای جی بالاخره آندرتیکر را برای رسلمنیا ۳۶ چلنج کرد. آندرتیکر در سال ۲۰۲۰ در رسلمنیا ۳۶در مقابل ای.جی. استایلز برنده شد.
آندرتیکر در آخرین بخش از مستند Last ride اعلام بازنشستگی کرد.
تا اینکه تأیید شد آندرتیکر در سروایور سریز ۲۰۲۰ برای بار آخر حضور می‌یابد. انتظار اکثریت طرفداران آخرین درگیری آندرتیکر بود ولی در پی پرویو سروایور سریز آندرتیکر با حضور چهره‌های مشهوری همچون کین، تریپل اچ، شان مایکلز، بیگ شو، میک فولی، ریک فلر، شین مکمن، بوکرتی، کوین نش، جف هاردی و… پایان کار خود را اعلام کرد و معروف‌ترین کشتی کج کار شد.
در سال ۲۰۲۲ وی توسط وینس مکمن به تالار مشاهیر معرفی شد و در هر دو شب رسلمنیا ۳۸ بر روی استیج ایستاد و مورد تشویق تماشاگران واقع شد.
در سال ۲۰۲۳ در راو قبل از رویال رامبل برگشت و ال ای نایت وارد شد و برای آندرتیکر کری خوانی کرد. بری وایت نیز وارد شد و آندرتیکر ال ای نایت رو به وایت داد تا با فینیشرش از او استقبال کند. در انتها در گوش وایت کلماتی را نجوا کرد که هرگز معلوم نشد چه گفت.
همچنین در اکتبر همان سال یک حضور افتخاری در برند NXT داشت و با یک چوکسلم از بران بریکر ستاره جوان برند NXTدر آن وقت پذیرایی کرد.
در سال ۲۰۲۴ آندرتیکر در مراسم تالار مشاهیر محمد علی کلیمحمد علی کلی را معرفی کرد. همچنین در مسابقه اصلی شب دوم رسلمانیا ۴۰ یعنی مسابقه کودی رودز و رومن رینز، درست بعد از آنکه راک جان سینا را زد و به سراغ کودی رفت به‌طور غیر منتظره ای ظاهر شد و با یک چوکسلم راک را منهدم کرد و زمینه را برای پیروزی کودی رودز مهیا کرد.

## خصوصیات و افتخارات
آندرتیکر مجموعاً ۱۰۲ پیروزی و ۶۵ شکست در پِیپِر ویوها داشته‌است.
آندرتیکر مجموعاً ۱۷۱۷ پیروزی در کل کریر حرفه ای خود داشته است.از این حیث اون دومین نفر کل تاریخ رسلینگ است که این میزان پیروزی را دارد. این رکورد آنجایی جذاب میشود که آندرتیکر هیچگاه مانند جان سینا یا استیو آستین یا دواین جانسون فردِ اولِ تبلیغاتیه کمپانی دبلیودبلیوئی نبوده است.
همچنین آندرتیکر به تازگی تمام رکورد های خود در رسلنیگ به خصوص رکورد شکست ناپذیری در رسلمنیا را در کتاب رکورد های گینس ثبت کرده است.

### رکورد رسلمانیا
WWE تا به امروز رسلمنیاهای زیادی برگزار کرده که آندرتیکر در بیشتر آن‌ها شرکت داشته‌است. آندرتیکر دارای رکورد خارق العادهٔ شکست ناپذیری ۲۱–۰ در رسلمانیا است. اولین حضور وی در رسلمنیا مربوط به سال ۱۹۹۱ (رسلمنیا ۷) و آخرین حضور وی تابه‌حال در سال۲۰۲۰ (رسلمنیا ۳۶) بوده‌است. او در همهٔ رسلمنیاهای واقع در این بازه به جز رسلمانیاهای ۱۰ و ۱۶ و ۳۵ حضور داشته‌است و غیبتش در آن سه استثنا، به خاطر مصدومیت بوده‌است. آندرتیکر تمامی مسابقات خود در رسلمنیا را پیروز شده‌است به جز ۲ مسابقه: یکی در سال ۲۰۱۴ در رسلمنیا ۳۰ در مقابل براک لزنر و دیگری در سال ۲۰۱۷ و رسلمنیا ۳۳ در مقابل رومن رینز. وی دو رکورد بیش‌ترین حضور در رسلمنیا و بیش‌ترین پیروزی در آن (۲۵ پیروزی) را دارد. توضیحات کامل در جدول زیر:
| نوار شکست‌ناپذیری آندرتیکر در رسلمانیا | نوار شکست‌ناپذیری آندرتیکر در رسلمانیا | نوار شکست‌ناپذیری آندرتیکر در رسلمانیا | نوار شکست‌ناپذیری آندرتیکر در رسلمانیا              | نوار شکست‌ناپذیری آندرتیکر در رسلمانیا |
| سِیر                                   | تاریخ                                 | مدت زمان مسابقه                       | محل برگزاری                                        |                                       |
| ------------------------------------- | ------------------------------------- | ------------------------------------- | -------------------------------------------------- | ------------------------------------- |
| ۰_۱ جیمی اسنوکا                       | ۲۴ مارس ۱۹۹۱ رسلمانیا VII             | ۴:۲۰ Pinfall                          | لس آنجلس مموریال اسپورتس ارینا لس آنجلس، کالیفرنیا |                                       |
| ۲–۰ جیک رابرتز                        | ۵ آوریل ۱۹۹۲ رسلمانیا VIII            | ۶:۳۶ Pinfall                          | هوزیِر دُوم ایندیاناپولیس، ایندیانا                  |                                       |
| ۳–۰ جاینت گونزالز                     | ۴ آوریل ۱۹۹۳ رسلمانیا IX              | ۷:۳۳ DQ                               | سیزارز پالاس لاس وگاس، نوادا                       |                                       |
| ۴–۰ کینگ کونگ باندی                   | ۲ آوریل ۱۹۹۵ رسلمانیا XI              | ۶:۳۶ Pinfall                          | هارتفورد سیویک سنتر هارتفورد، کنتیکت               |                                       |
| ۵–۰ دیزل                              | ۳۱ مارس ۱۹۹۶ رسلمانیا XII             | ۱۶:۴۶ Pinfall                         | اِروهِد پاند آنِهِیم، کالیفرنیا                        |                                       |
| ۶–۰ سایکو سید                         | ۲۳ مارس ۱۹۹۷ رسلمانیا ۱۳              | ۲۱:۱۹ Pinfall                         | رُزمُنت هُرایزِن رُزمُنت، ایلینوی                        |                                       |
| ۷–۰ کین                               | ۲۹ مارس ۱۹۹۸ رسلمانیا XIV             | ۱۶:۵۸ Pinfall                         | فلیت سنتر بوستون، ماساچوست                         |                                       |
| ۸–۰ دِ بیگ باس مَن                      | ۲۸ مارس ۱۹۹۹ رسلمانیا XV              | ۹:۴۶ Pinfall                          | فِرست یوینیِن سنتر فیلادلفیا، پنسیلوانیا             |                                       |
| ۹–۰ تریپل اچ                          | ۱ آوریل ۲۰۰۱ رسلمانیا X-Seven         | ۱۸:۱۷ Pinfall                         | ریلاینت آسترودُم هیوستون، تگزاس                     |                                       |
| ۱۰–۰ ریک فلِیر                         | ۱۷ مارس ۲۰۰۲ رسلمانیا X8              | ۱۸:۴۷ Pinfall                         | اسکای‌دُم تورانو، اونتاریو                           |                                       |
| ۱۱–۰ بیگ شو و اِی-ترِین                 | ۳۰ مارس ۲۰۰۳ رسلمانیا XIX             | ۹:۴۵ Pinfall                          | سیفکو فیلد سیاتل، واشینگتن، واشینگتن               |                                       |
| ۱۲–۰ کین                              | ۱۴ مارس ۲۰۰۴ رسلمانیا XX              | ۷:۴۵ Pinfall                          | مدیسن اسکوئر گاردن نویورک سیتی، نویورک             |                                       |
| ۱۳–۰ رندی اورتن                       | ۳ آوریل ۲۰۰۵ رسلمانیا ۲۱              | ۱۴:۱۴ Pinfall                         | استیپلز سنتر لس آنجلس، کالیفرنیا                   |                                       |
| ۱۴–۰ مارک هنری                        | ۲ آوریل ۲۰۰۶ رسلمانیا ۲۲              | ۹:۲۶ تابوت                            | ال‌استیت ارینا رُزمُنت، ایلینوی                       |                                       |
| ۱۵–۰ باتیستا                          | ۱ آوریل ۲۰۰۷ رسلمانیا ۲۳              | ۱۵:۴۷ Pinfall                         | فورد فیلد دیترویت، میشیگان                         |                                       |
| ۱۶–۰ اِج                               | ۳۰ مارس ۲۰۰۸ رسلمانیا XXIV            | ۲۳:۵۰ Submission                      | سیتروس بول اورلاندو، فلوریدا                       |                                       |
| ۱۷–۰ شان مایکلز                       | ۵ آوریل ۲۰۰۹ رسلمانیا XXV             | ۳۰:۴۱ Pinfall                         | ورزشگاه رلاینت هیوستون، تگزاس                      |                                       |
| ۱۸–۰ شان مایکلز                       | ۲۸ مارس ۲۰۱۰ رسلمانیا XXVI            | ۲۳:۵۹ Pinfall                         | ورزشگاه دانشگاه فینکس گلندیل، آریزونا              |                                       |
| ۱۹–۰ تریپل اچ                         | ۳ آوریل ۲۰۱۱ رسلمانیا XXVII           | ۲۹:۲۲ Submission                      | جورجیا دُوم آتلانتا، جورجیا                         |                                       |
| ۲۰–۰ تریپل اچ                         | ۱ آوریل ۲۰۱۲ رسلمانیا XXVIII          | ۳۰:۵۰ Pinfall                         | ورزشگاه سان لایف میامی گادرنز، فلوریدا             |                                       |
| ۲۱–۰ سی‌ام پانک                        | ۷ آوریل ۲۰۱۳ رسلمانیا ۲۹              | ۲۲:۰۷ Pinfall                         | ورزشگاه مت‌لایف رادرفورد شرقی، نوجرزی               |                                       |
| ۲۱–۱ براک لزنر                        | ۶ آوریل ۲۰۱۴ رسلمانیا XXX             | ۲۵:۱۰ Pinfall                         | مرسدس-بنز سوپردُوم نوآرلِنز، لوییزیانا               |                                       |
| ۲۲–۱ بری وایت                         | ۲۰۱۵                                  |                                       |                                                    |                                       |
| ۲۳–۱ شین مک ماهان                     | ۲۰۱۶                                  |                                       |                                                    |                                       |
| ۲۳–۲ رومن رینز                        | ۲۰۱۷                                  |                                       |                                                    |                                       |
| ۲۴–۲ جان سینا                         | ۲۰۱۸                                  | ۲:۳۵ Pinfall                          |                                                    |                                       |
| ۲۵–۲ ای جی استایلز مسابقه کفن و دفن   | ۲۰۲۰                                  | ۲۱:۴۲                                 | مرکز تمرینات wwe                                   |                                       |

### سایر افتخارات
- شناخته شده به عنوان بزرگ‌ترین اسطوره تاریخ کشتی کج
- مجموع ۷ بار قهرمانی جهان (۴ بار قهرمانی کمربند دبلیودبلیوئی / دبلیودبلیواف +

۳ بار قهرمانی کمربند سنگین‌وزن جهان دبلیودبلیوئی)
- برنده مسابقه ۳۰ نفره رویال رامبل سال ۲۰۰۷
- ۶ بار قهرمانی تگ تیم جهان: ۲بار با کین - ۲بار با بیگ شو - ۱بار با استیو آستین - ۱بار با دوئین جانسون (راک)
- ۱ بار قهرمانی کمربند تگ تیم WCW با کین
- ۱ بار قهرمانی کمربند هاردکُر در سال ۲۰۰۱
- بهترین تگ تیم سالِ ۲۰۰۱ از طرف مجله PWI همراه با کین (The Brothers of Destruction)
- بهترین مسابقه تاریخ (در مقابل شان مایکلز در رسلمانیا ۲۵)
- صاحب بیشترین برد در پی پر ویو سوروایور سریز با ۱۳ برد و ۵ باخت
- صاحب بیشترین برد در پی پرویو سامر اسلم با ۱۰ برد و ۵ باخت و یک مساوی
- صاحب بیشترین برد در مسابقه جهنم درون یک قفس با ۸ برد و ۴ باخت
- ۵ بار جایزه بهترین مسابقه سال:

۱- مسابقه جهنم درون یک قفس در مقابل منکایند در پی پر ویو کینگ آف د رینگ ۱۹۹۸
۲- مسابقه تک به تک در مقابل شان مایکلز در پی پر ویو رسلمانیا ۲۵ (۲۰۰۹) ـ که علاوه بر آن سال، این مسابقه زیباترین مسابقه تاریخ WWE شناخته می‌شود
۳- مسابقه بدون رد صلاحیت در مقابل شان مایکلز در پی پر ویو رسلمانیا ۲۶ (۲۰۱۰)
۴- مسابقه جهنم درون یک قفس در مقابل تریپل اچ در پی پر ویو رسلمانیا ۲۸ (۲۰۱۲)
۵- مسابقه جهنم درون یک قفس در مقابل براک لزنر در پی پر ویو هل این ا سل (۲۰۱۵)
- جایزه بهترین موزیک ورود به رینگ کشتی کج در سال ۱۹۹۷

### حرکات مخصوص

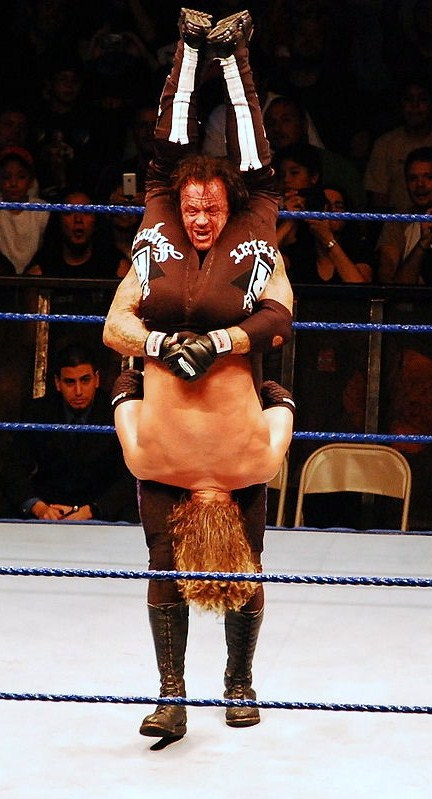
آندرتیکر در حال اجرای حرکت سنگ قبر کوب به روی اج

- حرکت سنگ قبر کوب (Tombstone Piledriver)
- حرکت آخرین سواری (The Last Ride)
- حرکت چُک اِسلَم (Chokeslam)
- حرکت دروازه جهنم (Hell's Gate)
- حرکت سبک قدیم (Old School)

### القاب
- The Phenom (نابغه)
- The Lord of Darkness (اربابِ تاریکی)
- The Dead Man (مردِ مُرده)
- Master of Pain(استاد درد)
- Face of Fear (چهرهٔ ترسانندگی)

## زندگی شخصی

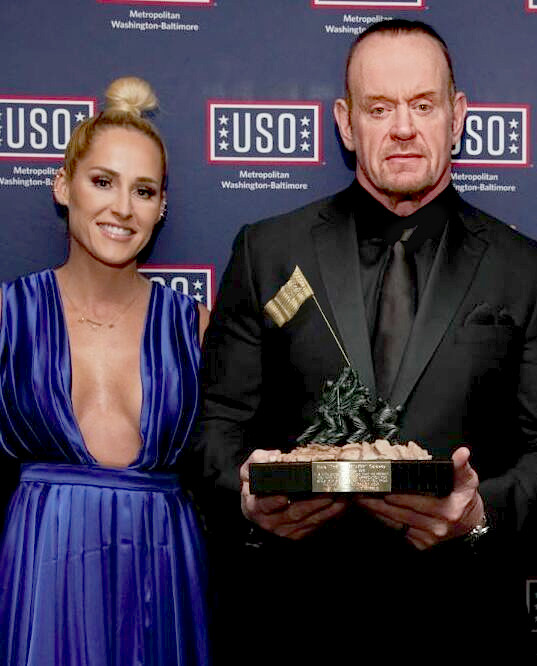
مارک دبلیو کالاوی، که به عنوان Undertaker از WWE - World Wrestling Entertainment شناخته می شود، از تفنگداران دریایی ایالات متحده با MCAF Quantico در پایگاه نیروی دریایی Quantico، 14 نوامبر بازدید کرد. Calaway همچنین به عنوان مهمان افتخاری برای توپ تولد سپاه تفنگداران دریایی MCAF دعوت شد و همسرش میشل کالاوی همراه بود. "این برای ما بسیار دوست داشتنی است که بتوانیم چنین کاری انجام دهیم،" Calaway اظهار داشت. ما از انچه شما [تفنگداران دریایی] انجام می دهید قدردانی می کنیم و قدردانی می کنیم که بتوانیم بیرون بیاییم و به شما اطلاع دهیم که چقدر مهم هستید. (عکس سپاه تفنگداران دریایی ایالات متحده توسط Cpl Mikayla R. Perez)

آندرتیکر در زندگی اش سه بار ازدواج کرد. ازدواج او با همسر اولش جودی لین در سال ۱۹۸۹ بود، که در سال ۱۹۹۳ صاحب یک پسر به نام گانر شدند. سرانجام آندرتیکر و جودی پس از ده سال در سال ۱۹۹۹ از هم جدا شدند. آندرتیکر یک سال بعد با سارا ازدواج کرد. حاصل این ازدواج دو دختر بود به نام چیسی و گریسی که یکی در سال ۲۰۰۲ و دیگری در سال ۲۰۰۵ به دنیا آمد. سرانجام آندرتیکر و سارا از هم جدا شدند. آندرتیکر با همسر سومش میشل مک کول در سال ۲۰۱۰ ازدواج کرد. آنها در سال ۲۰۱۲ صاحب فرزند دختری به نام کایا شدند. آنها هم چنین پسری به نام کولت دارند.